# Hofanlage Holzhausen 4A
Die Hofanlage Holzhausen 4A in Beckeln, Ortsteil Holzhausen, Samtgemeinde Harpstedt, stammt aus der 2. Hälfte des 19. Jahrhunderts.
Das Ensemble steht unter Denkmalschutz (Siehe auch Liste der Baudenkmale in Beckeln).

## Geschichte
Der Hof besteht aus
- dem  eingeschossigen giebelständigen Wohn- und Wirtschaftsgebäude von 1851 als Zweiständerhallenhaus in Fachwerk mit Steinausfachungen, mit Krüppelwalmdach darüber ein Satteldach mit neueren Schleppgauben, hinterer Wohnteil in Backstein,
- der Scheune von wohl um 1890 in Fachwerk mit Steinausfachungen und mit Satteldach,
- der Remise in Fachwerk.

Die Landesdenkmalpflege befand: „...geschichtliche Bedeutung ... als beispielhafte Hofanlage der 2. Hälfte des 19. Jhs. ...“.